# Федеральні збори Росії
Федеральні Збори Російської Федерації (рос. Федеральное Собрание Российской Федерации) — парламент, представницький і законодавчий орган Російської Федерації. Статус Зборів визначено у главі 5 Конституції Росії.

## Конституційний статус
Функції та повноваження ФЗ розподілені між двома палатами — Державною Думою (нижня палата) та Радою Федерації (верхня палата) (відповідно до статті 95 Конституції РФ).
Федеральні Збори є постійно діючим органом (стаття 99 Конституції РФ).
Палати засідають в різних будівлях, але можуть збиратися спільно для заслуховування послань Президента РФ, послань Конституційного суду РФ, виступів керівників іноземних держав (стаття 100 Конституції РФ).

## Структура
Федеральні Збори складаються з двох палат: Державної Думи (нижньої палати) та Ради Федерації (верхньої палати).
Склад палат, як і принципи їх комплектування, різний. Державна Дума складається з 450 депутатів, які обираються загальним голосуванням, а до Ради Федерації входять по два представники від кожного суб'єкта РФ: по одному від представницького і виконавчого органів державної влади. Закони РФ передбачають 85 суб'єктів, помилково включаючи до їх списку окуповані Росією українські Крим та Севастополь, всього у Ради Федерації 170 членів включно з представниками окупаційної влади.
Одна і та ж особа не може одночасно бути членом Ради Федерації і депутатом Державної Думи. Державна Дума РФ обирається на конституційно встановлений термін — 5 років, а Рада Федерації встановленого терміну своїх повноважень не має. Але як порядок формування Ради Федерації, так і порядок виборів депутатів Державної Думи встановлюється федеральними законами.
Федеральне Збори є єдиним парламентським організмом, але це не означає, що його палати діють у всіх випадках спільно. Навпаки, Конституція РФ встановлює, що Рада Федерації та Державна Дума засідають окремо. Палати можуть збиратися спільно тільки в трьох встановлених Конституцією РФ випадках:
- Для заслуховування послань президента Російської Федерації;
- Для заслуховування послань Конституційного Суду Російської Федерації;
- Для заслуховування виступів керівників іноземних держав.

## Видання Федеральних Зборів
- «Парламентская газета»
- Журнал «Российская Федерация сегодня»